# 11207 Блек
11207 Блек (11207 Black) — астероїд головного поясу, відкритий 20 березня 1999 року.
Тіссеранів параметр щодо Юпітера — 3,536.